# Anna Smolar
Anna Smolar (ur. 19 lipca 1980 w Paryżu) – polsko-francuska reżyserka teatralna, tłumaczka.
Twórczyni autorskiego teatru, realizowanego przy ścisłej współpracy z aktorami. Do tak tworzonych spektakli należą m.in. „Henrietta Lacks”, „Thriller” i „Erazm/Erasmus” w Nowym Teatrze, „Dybuk” w Teatrze Polskim w Bydgoszczy, „Koniec z Eddym” w Teatrze Studio, „Halka” oraz „Joga” w Starym Teatrze w Krakowie, „Melodramat” i „Kobieta samotna” w Teatrze Powszechnym, „Orfeusz” w TR Warszawa. Jej głośniejszymi przedstawieniami są również „Kopciuszek” według sztuki Joëla Pommerata w Narodowym Starym Teatrze w Krakowie, „Aktorzy żydowscy” Michała Buszewicza w Teatrze Żydowskim, „Kowboje” w Teatrze im. Osterwy w Lublinie, „Antygona w Molenbeek” w Teatrze Dramatycznym oraz „Kobieta samotna” w Teatrze Powszechnym.

## Życiorys
Jest córką Aleksandra Smolara, prezesa Fundacji im. Stefana Batorego, i Ireny Grosfeld, wnuczką Grzegorza Smolara, Walentyny Najdus, oraz Leona i Olgi (1914–2007) Grosfeldów. Ukończyła literaturoznawstwo na Université Paris Sorbonne. W 2001 założyła w Paryżu zespół „La compagnie Gochka”. Od 2004 reżyseruje w Polsce. Reżyserowała także sztukę w Teatrze Radia Tok FM Jak pięknie było rzucać płytami chodnikowymi Marka Modzelewskiego. Była asystentką m.in. Krystiana Lupy, Jacques’a Lassalla i Andrzeja Seweryna. W filmie współpracowała m.in. z Agnieszką Holland. Przełożyła na język francuski książkę Grażyny Jagielskiej Miłość z kamienia.
W latach 2018–2021 wykładała na wydziałach Pedagogiki teatru oraz Sztuk społecznych w IKP.
W 2022 roku kuratorka sezonu „Tough love” w Komunie//Warszawa.
W sezonie 2023/2024 kuratorka nurtu „Gospodarze” w TR Warszawa.

## Spektakle teatralne
- 2004: Ryszard II – współpraca artystyczna, Teatr Narodowy, Warszawa
- 2005: Zamiana Claudela – reżyseria, Teatr Śląski, Katowice[6]
- 2008: Maestro według sztuki Jarosława Abramowa-Newerlego – reżyseria, Laboratorium Dramatu, Warszawa[7]
- 2008: Aktorzy prowincjonalni – współreżyseria z Agnieszką Holland, Teatr im. Jana Kochanowskiego, Opole[8]
- 2009: Jedną ręką Joëla Pommerata – reżyseria, Teatr Studio, Warszawa[9]
- 2009: Pani z Birmy Richarda Shannona – reżyseria, scenariusz, Teatr Polonia, Warszawa[10]
- 2010: Enter. Slamowana i śpiewana historia miłosna między dwoma mężczyznami, których dzieli bardzo wiele – współreżyseria z Jackiem Poniedziałkiem, Nowy Teatr, Warszawa[11]
- 2011: Bullerbyn, O tym jak dzieci domowym sposobem zrobiły sobie las i co z niego wyrosło według Dzieci z Bullerbyn Astrid Lindgren – reżyseria, adaptacja, Teatr im. Kochanowskiego, Opole[12]
- 2012: Obcy Alberta Camusa – reżyseria, adaptacja, Teatr im. Juliusza Słowackiego, Kraków[13]
- 2012: Wariatka z Chaillot Jean Giraudoux – reżyseria, Teatr Dramatyczny im. Aleksandra Węgierki, Białystok
- 2014: Pinokio Joëla Pommerata – reżyseria, Nowy Teatr, Warszawa[14]
- 2015: Aktorzy żydowscy Michała Buszewicza – reżyseria, Teatr Żydowski, Warszawa[15]
- 2015: Dybuk Ignacego Karpowicza oraz zespołu aktorskiego – reżyseria, Teatr Polski, Bydgoszcz[16]
- 2016: Mikro-Dziady – reżyseria, dramaturgia, Komuna Warszawa, Warszawa[17]
- 2016: Henrietta Lacks – reżyseria, scenariusz wraz z zespołem, Centrum Nauki Kopernik i Nowy Teatr, Warszawa[18]
- 2016: Najgorszy człowiek na świecie Małgorzaty Halber – reżyseria, adaptacja, Teatr im. Wojciecha Bogusławskiego, Kalisz[19]
- 2017: Kopciuszek Joëla Pommerata – reżyseria, adaptacja, Stary Teatr im. Heleny Modrzejewskiej, Kraków[20]
- 2017: Ośrodek wypoczynkowy Michała Buszewicza – reżyseria, dramaturgia, Komuna Warszawa, Warszawa[21]
- 2018: Kilka obcych słów po polsku Michała Buszewicza – reżyseria, Teatr Polski i Teatr Żydowski, Warszawa[22]
- 2019: Thriller – reżyseria, dramaturgia, Nowy Teatr, Warszawa[23]
- 2019: Kowboje Michała Buszewicza – reżyseria, dramaturgia, Teatr im. Juliusza Osterwy, Lublin[24]
- 2019: Slow motion – reżyseria, scenariusz, dramaturgia, Litewski Narodowy Teatr Dramatyczny, Wilno[25]
- 2020: Hymny – reżyseria, dramaturgia, Teatr Collegium Nobilium, Warszawa[26]
- 2020: Koniec z Eddym według Edouard Louis – reżyseria, adaptacja, Teatr Studio, Warszawa[27]
- 2021: Halka – reżyseria, scenariusz, Stary Teatr im. Heleny Modrzejewskiej, Kraków[28]
- 2022: Oficerki – reżyseria, scenariusz, dramaturgia, Komuna Warszawa, Warszawa i Teatr Polski, Bydgoszcz[29]
- 2022: Hungry ghosts – reżyseria, scenariusz wraz z zespołem, Münchner Kammerspiele, Monachium[30]
- 2023: Melodramat – reżyseria, scenariusz, Teatr Powszechny im. Zygmunta Hübnera, Warszawa[31]
- 2023: Czerwony kapturek Joëla Pommerata – reżyseria, Teatr Współczesny, Szczecin[32]
- 2023: Joga Emmanuela Carrère’a – reżyseria, scenariusz, Stary Teatr im. Heleny Modrzejewskiej, Kraków[33]
- 2024: Antygona w Molenbeek Stefana Hertmansa – reżyseria, Teatr Dramatyczny, Warszawa[34]
- 2024: Orfeusz – scenariusz i dramaturgia wraz z Tomaszem Śpiewakiem, reżyseria, TR Warszawa, Warszawa[35]
- 2025: The Birds – reżyseria, tekst i dramaturgia, Litewski Narodowy Teatr Dramatyczny, Wilno[36]
- 2025: Kobieta samotna – reżyseria, scenariusz, Teatr Powszechny im. Zygmunta Hübnera, Warszawa[37], koprodukcja z Malta Festival[1].

## Nagrody
- Paszport „Polityki” w kategorii „Teatr” za „teatr kameralny i empatyczny, z polotem i humorem podejmujący tematy zepchnięte na margines” (2016)
- Nagroda 22. Konkursu na Wystawienie Polskiej Sztuki Współczesnej w Warszawie za reżyserię spektaklu Dybuk w Teatrze Polskim w Bydgoszczy (2016)[23]
- Grand Prix 18. Festiwalu Prapremier w Bydgoszczy – nagroda zespołowa dla twórców spektaklu Kowboje z Teatru im. Juliusza Osterwy w Lublinie (2018)[38]
- Nagroda na Międzynarodowym Festiwalu Teatralnym Boska Komedia za najlepszą reżyserię – za spektakl Melodramat (2023)[39]